# Вилајетски конак „Ућумат“
Вилајетски конак „Ућумат“ је бивша административна зграда и споменик културе у Скопљу. Налази се у северном делу Старе скопске чаршије, до зграде Старе турске поште и у непосредној близини цркве Светог Спаса. Изграђен је крајем 19. века и у њему је била смештена највиша вилајетска управа након што је 1888. године из Приштине у Скопље било премештено седиште Косовског вилајета и у граду је остало све до 1912. године. У том периоду, из уметничко-занатске школе „Ислахана“ била је премештена и вилајетска штампарија, која се налазила у посебно утврђеним просторијама конака. Објекат је претрпео сериозна оштећења као последица скопског земљотреса из 1963. године, а затим је реконструисан и данас се користи у пословне сврхе. Градба је изграђена у духу исламске архитектуре. Њена основа је у правоугаоном облику, а састоји се од приземља и једног спрата.